# يوسف فخري
يوسف فخري ممثل لبناني، التحق للعمل بالإذاعة اللبنانية عام 1958، ثم انتقل للعمل في تليفزيون لبنان، وعمل في عدة مسلسلات تليفزيونية منذ ذلك الوقت، على رأسها المسلسل الأنجح في فترة السبعينيات (الدنيا هيك) مع الفنان محمد شامل، ليالي شهرزاد، دوار يا زمن، صائمون ولكن.

## أعماله[1]
- يا صبر أيوب (1967)
- فارس بني عياد (1968)
- شارع العز (1969)
- مذكرات ممرضة (1973)
- القناع الأبيض (1974)
- محاكمات أدبية (1974)
- صح النوم (1974)
- الحاقد (1975)
- الدنيا هيك (1976)
- عازف الليل (1978)
- المغامرة (1978)
- المعلمة والأستاذ (1980)
- ليالي شهرزاد (1980)
- أبو الطيب (مالئ الدنيا وشاغل الناس) (1983)
- بسمة التخلي (1984)
- البديل (1985)
- بوبليق (1990)
- دوار يا زمن (1997)
- صائمون ...ولكن (2005)
- عيلة ع فرد ميلة (2007)
- الدنيا هيك (2010)

### الرسوم المتحركة
- بيل وسباستيان
- جزيرة الكنز - أندرسون
- السنافر - مغرور (نسخة استيديو لبنان والمشرق)

### السينما
- لست مستهتره! (1968)
- فداك يا فلسطين (1970)

## روابط خارجية
- يوسف فخري على موقع قاعدة بيانات الأفلام العربية